# Radio Noordzee Top 50
Radio Noordzee Top 50, ook wel Super Noordzee Top 50 was de hitparade van Radio Noordzee Internationaal en bestond zolang de zeezender een Nederlandstalige programmering had, namelijk van 21 februari 1971 tot en met 31 augustus 1974. Bij de lijst hoorde eerst een Playlist Top 20, vanaf begin 1972 een Troef 20 waarin Kanskaarten (de persoonlijke tips van de diskjockeys van het station) en een schijf, de Treiterschijf. De lijst werd zaterdagmiddag van 1 tot 4 uitgezonden; daarna werden de Kanskaarten en de Treiterschijf tot 5 uur gedraaid. Deze tijden waren ingesteld omdat op concurrent Radio Veronica de Veronica Top 40 om 2 uur begon en tot 4 uur duurde, waarna de Tipparade volgde.
De lijst verscheen vanaf de vijfde lijst als gedrukt exemplaar. Het was een langwerpig drukwerk met het logo van Radio Noordzee Internationaal erboven (de Mebo II als wit silhouet met een ster in het rood eromheen - net alsof er een explosie plaatsvond) en daaronder in een blauw omlijnd kader alle 50 hits onder elkaar.
Niet toevallig was dat de TROS later, op 1 juni 1978, op Hilversum 3 eveneens een TROS Top 50 begon; niet alleen waren er personele verbanden (Ferry Maat), er werd gefluisterd dat Strengholt Holding in beide hitparades een grote zeg had. Die geruchten zijn nooit ontzenuwd.

## Presentatie
Tony Allen en Martin Kayne presenteerden resp. de uitzendingen van 21 en 28 februari 1971.
Van 6 maart 1971 tot en met 4 maart 1972 presenteerde Joost den Draaijer het programma. In die periode nam Jan van Veen de presentatie regelmatig over, met name in april, juni en in de zomerperiode van 1971.
Ferry Maat viel in op 26 februari 1972 en vanaf 18 maart 1972 was hij de vaste presentator. Bij zijn afwezigheid werd de presentatie overgenomen door Peter Holland, Nico Steenbergen, Leo van der Goot, Tony Berk en Dick de Graaf en Hans ter Hooge.

## Noot
1. ↑  In 1971 waren er twee Treiterschijven per week.
2. ↑  https://www.radiotrefpunt.nl/forums/topic/29908-radio-noordzee-hitlijsten-en-presentatoren/